# Holmsland Klit
Holmsland Klit er den 40 km lange og 1-2 km brede klittange, der afskærer Ringkøbing Fjord fra Vesterhavet. Midt på Holmsland Klit ligger byen Hvide Sande på det sted, hvor tangen 1909-10 blev gennemgravet. Hullet sandede til i 1915, men åbnedes igen i 1931, da en kanal blev anlagt med en sluse til kontrol af vandstanden i fjorden.